# Slaktaren
Slaktaren (franska: Le boucher) är en fransk thrillerfilm från 1970, regisserad av Claude Chabrol.

## Handling
I en fransk småstad träffar lärarinnan Hélène slaktaren Popaul. Trots deras olika bakgrund tycks en romans spira. Men samtidigt härjar en seriemördare...

## Rollista (i urval)
- Stéphane Audran - Hélène
- Jean Yanne - Popual
- Antonio Passalia - Angelo
- Pascal Ferone - Père Cahrpy
- Roger Rudel - kommissarie Grumbach